# Gloster Gorcock
Il Gloster Gorcock fu un aereo da caccia sperimentale, monoposto, monomotore e biplano, sviluppato dall'azienda aeronautica britannica Gloster Aircraft Company negli anni venti.
Destinato fin dalla sua concezione a rimanere allo stadio di prototipo il modello, valutato dal personale del Royal Aircraft Establishment, servì per avviare una serie di prove atte a valutare le prestazioni di un caccia realizzato con struttura metallica.

## Storia del progetto
Nel maggio 1924 la Gloster ricevette un contratto sottoscritto dall'Air Ministry, il ministero che in quel periodo era deputato alla gestione dell'intera aviazione nel Regno Unito, concernente la fornitura di tre esemplari di caccia monoposto biplani da avviare a prove sperimentali.
L'iniziativa era atta allo scopo di valutare la differenza di prestazioni tra un modello realizzato con struttura realizzata in tecnica mista ed uno con struttura interamente metallica; l'azienda fu invitata a presentare i primi due prototipi dotati della sola fusoliera con componenti in acciaio abbinata ad una velatura con piani alari in legno ricoperti da tela trattata, mentre il terzo con anche le due ali metalliche. Il modello doveva essere equipaggiato con il propulsore che aveva motorizzato l'idrocorsa Gloster III, il Napier Lion, un motore W12, ovvero un 12 cilindri con tre bancate da 4 cilindri ciascuna, con sistema di raffreddamento a liquido. Altro scopo delle prove era la comparazione della soluzione di trasmissione del moto all'elica, o in presa diretta o tramite riduttore di velocità.

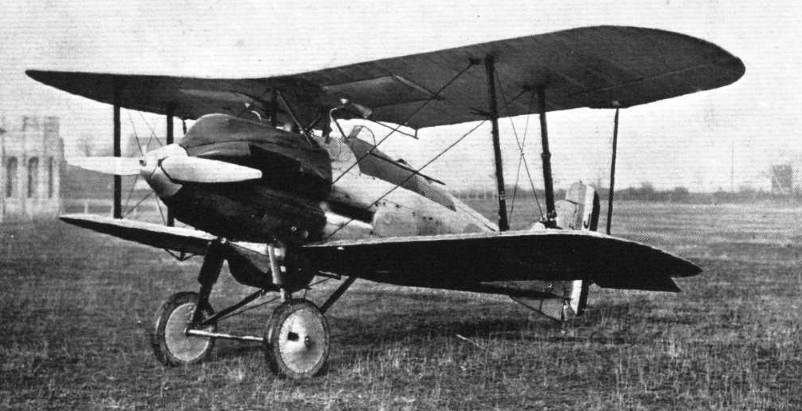
Uno dei tre Gorcock realizzati.

L'ufficio tecnico dell'azienda, sotto la direzione dell'ingegnere Henry Folland, elaborò il progetto di un velivolo indicato come Gorcock, caratterizzato da una velatura biplano-sesquiplana, ovvero con piani alari dalla diversa apertura, a scalamento positivo, dalla forte somiglianza con un altro modello, il Gamecock a motore radiale, in quel momento in fase di sviluppo. Rispetto a quest'ultimo il diverso tipo di motorizzazione conferiva al Gorcock una linea più filante grazie al naso più lungo, di circa 1,95 m (6 ft 5 in), e liscio, inoltre l'apertura alare risultava leggermente inferiore. Il primo Gorcock realizzato venne motorizzato con un motore Lion IV, dotato di riduttore di velocità ed erogante una potenza pari a 450 hp (335 kW), mentre il secondo venne equipaggiato con un Lion VIII da 525 hp (390 kW) a presa diretta sull'elica. Il radiatore del circuito di raffreddamento venne posizionato sotto la fusoliera, tra le gambe di forza del carrello d'atterraggio. Entrambi i velivoli erano equipaggiati con un'elica bipala lignea a passo fisso da 2,74 m (9 ft) di diametro. Inizialmente il modello adottò un impennaggio ispirato a quello adottato dal Gloster Grebe, con timone di forma squadrata e non bilanciato, per passare successivamente ad una soluzione simile a quella del Gamecock, con elemento verticale più esteso e bilanciato.
L'ultimo Gorcock, quello totalmente metallico, venne equipaggiato con un motore Lion IV dotato di riduttore; questo fu il primo velivolo dalla struttura interamente metallica mai realizzato dall'azienda britannica. Quest'ultimo nelle prove che lo riguardavano riuscì a raggiungere una velocità massima di 280 km/h (174 mph) alla quota di 1 525 m (5 000 ft), di circa 48 km/h (30 mph) più veloce dei caccia contemporanei. Tutti e tre i velivoli vennero consegnati entro il mese di giugno del 1927.

## Impiego operativo
Gli esemplari vennero utilizzati a scopo di ricerca sia dall'azienda costruttrice che dalla Royal Aircraft Establishment a Farnborough per diversi anni. Il secondo prototipo, ad esempio, venne impiegato per sperimentare varie combinazioni nei parametri dell'elica, volando nel 1929 con diverse eliche metalliche in duralluminio. I Gorcock sono stati inoltre dotati di una varietà di radiatori ventrali dalle diverse sezioni e configurazioni di aspirazione. Nonostante il modello fosse stato concepito senza prospettive di reale uso in ambito operativo, gli esemplari vennero armati con una coppia di mitragliatrici Vickers calibro .303 in (7,7 mm), camerate per il munizionamento .303 British, installate nel naso.

## Utilizzatori
Regno Unito
- Royal Aircraft Establishment

### Pubblicazioni
- (EN) THE GLOSTER " GORCOCK ", in Flight, 24 novembre 1927,  pp. 95-97. URL consultato il 29 dicembre 2015.